# Thielle (rzeka)

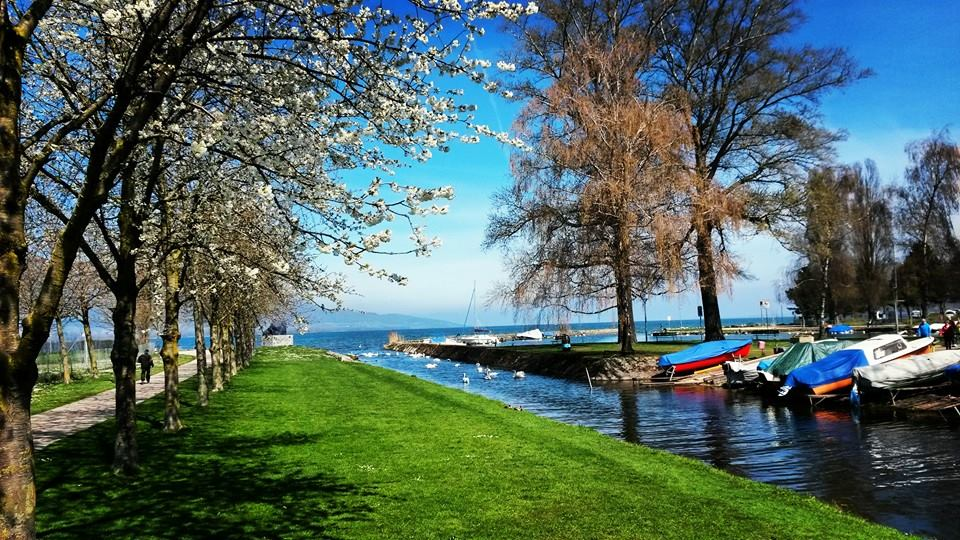
Ujście Thielle do jeziora Neuchâtel w Yverdon-les-Bains

Thielle (też: Thièle, niem. Zihl) – rzeka w północno-zachodniej Szwajcarii, w dorzeczu Renu, powstająca z połączenia rzek Orbe i Talent. Lewobrzeżny dopływ Aare. Płynie wzdłuż podnóży Jury. Wyróżnia się w niej dwa odcinki: pierwszy od połączenia Orbe i Talentu do ujścia do jeziora Neuchâtel, drugi od wypływu z jeziora Neuchâtel do ujścia do jeziora Bienne (Kanał Thielle). Cały jej tok, długości (nie licząc jezior Neuchâtel i Bienne) 17,8 km, jest skanalizowany. Do czasu tzw. pierwszej korekty wód Jury w latach 1868-1891 posiadała jeszcze trzeci odcinek, od wypływu z jeziora Bienne do ujścia do rzeki Aare (obecnie Kanał Nidau-Büren).

## Nazwa
Nazwa la Thielle, podobnie jak nazwa le Talent, posiadają wspólny rdzeń thela, prawdopodobnie jeszcze preceltycki, wskazujący na związek z wodą. Wspominana po raz pierwszy w 817 r. jako Tela, następnie w XII w. jako Thela i Tela, w 1212 r. w niemieckim rękopisie jako flumen que dicitur Cilae, w 1265 r. jako Teyla, w 1300 r. Toyle, następnie jako Thièle i w końcu na nowoczesnej mapie Szwajcarii H. Dufoura z 1867 r. jako Toile.

## Charakterystyka
Powstaje na Równinie Orbe na Wyżynie Szwajcarskiej, na wysokości 435 m n.p.m., nieco poniżej miasta o tej nazwie. Płynie w kierunku północno-wschodnim, po czym w Yverdon-les-Bains, na wysokości 429 m n.p.m., wpada do jeziora Neuchâtel. Ten pierwszy odcinek ma długość 8,8 km.
Jezioro Neuchâtel, wyciągnięte w osi południowy zachód – północny wschód, ma długość 38 km. Na tym odcinku rzeka przyjmuje formalnie swoje dopływy: prawobrzeżne le Buron, la Menthue i Kanał Broye oraz lewobrzeżne la Brine, l'Arnon, l'Areuse i le Seyon.
Thielle wypływa z jeziora Neuchâtel w postaci Kanału Thielle. Ów kanał jest w istocie pogłębionym i uregulowanym w trakcie wspomnianej pierwszej korekty wód Jury odcinkiem dawnego koryta rzeki o długości 9 km. Wpadając w Le Landeron, na wysokości praktycznie również 429 m n.p.m. do jeziora Bienne rzeka formalnie kończy swój bieg, uchodząc do wpadającej również do niego Aare. Dawny trzeci odcinek biegi Thielle, poniżej jeziora, zastępuje obecnie fragment toku Aare, skanalizowany jako Kanał Nidau-Büren.

## Hydrologia
W Kanale Thielle, po wyjściu z jeziora Neuchâtel, średni przepływ wieloletni (1984-2013) wynosi 54,1 m³/s. Największe przepływy (62-75 m³/s) występują w miesiącach grudzień-kwiecień, najniższe (22-38 m³/s) w miesiącach czerwiec-sierpień. Na skutek realizacji szeroko zakrojonej regulacji wód regionu „Trzech jezior”, może się zdarzyć, że kierunek ruchu wód w Kanale Thielle, między jeziorami Neuchâtel i Bienne się odwróci. Dzieje się tak dlatego, że te dwa jeziora, a także jezioro Murten, są wykorzystywane do łagodzenia skutków wezbrań rzeki Aare. Podczas wezbrania Aare zapora regulacyjna Flumenthal zostaje zamknięta, a trzy jeziora wypełniają się z jeziora Biel. W takim przypadku woda płynie z dolnego biegu rzeki w górę, od jeziora Biel do jeziora Neuchâtel, a następnie do jeziora Murten.

## Historia
Tereny wzdłuż rzeki były zamieszkane od dawna. W pobliżu jej brzegów odkryto artefakty z epok neolitu, brązu, żelaza oraz czasów rzymskich (Gals, Orpund, La Tène, Thielle-Wavre). Od dawna drogi, wiodące z Wyżyny Szwajcarskiej w kierunku dogodnych przejść w łańcuchu Jury przekraczały rzekę mostami w La Tène, Pont-de-Thielle, Cornaux oraz Aegerten- Brügg. W Port, u ujścia z jeziora Bielersee, znaleziono pozostałości portu z epoki rzymskiej. W 817 roku cesarz Ludwik I Pobożny nadał kościołowi w Lozannie prawa do łowienia ryb wokół Bürglen. W XIII wieku hrabiowie z Neuchâtel posiadali prawa do połowu ryb w Thielle, które przekazali opactwom Gottstatt i Saint-Jean de Cerlier (1212-1220). Mieszkańcy okolicznych wsi mieli prawo łowić w sektorach nieobjętych żadnym przywilejem. Od XVI w. połowy, praktykowane głównie w dolnym biegu Thielle, były regulowane przez władze berneńskie. Między jeziorami, aż do ujścia do Aar koło Meienried, rzeka była żeglowna, podobnie jak między Yverdon i Orbe (Kanał Entreroches). Parowce pływały między jeziorami od 1826 roku, aż do Solothurn od 1855 roku.
W XIX wieku nasilały się powodzie na rzece Thielle, głównie z powodu zatrzymywania jej wód przez Aare. Korekta wód Jury (1868-1891, 1962-1973) pozwoliła naprawić sytuację. Budowa i poszerzenie kanału Thielle i kanału Nidau-Büren przyniosło korzyści ekonomiczne (uzyskanie terenów pod uprawę, transport wodny) i umożliwiło fundamentalne odkrycia archeologiczne.